# Mohammad Abdul-Wali
Mohammad Abdul-Wali, född 1940, död 1973, var en jemenitisk diplomat och författare.
Abdul-Wali föddes i Etiopien. Hans mor var etiopiska och hans far hade emigrerat från norra Jemen. 1955 började Abdul-Wali studera vid universitetet i Kairo, där han intresserade sig för marxismen. Han blev utvisad från Egypten, och efter en kort period i Jemen flyttade han till Moskva, där han lärde sig ryska och studerade litteratur på Gorkijinstitutet.
Efter avslutade studier återvände han 1962 till Jemenitiska arabrepubliken (Nordjemen), som just blivit självständigt. Här fick han en tjänst inom den diplomatiska kåren, och blev chargé d'affaires i Moskva och senare i Berlin. Han var även under en kort period chef för Nordjemens flygväsen, men hamnade i onåd hos regeringen och fängslades. Han dog i ett aldrig utrett attentat 1973, när hans flygplan var på väg från Aden till Hadramaut i Sydjemen tillsammans med en grupp andra ambassadörer.
Abdul-Wali hålls som en av föregångarna inom den jemenitiska moderna litteraturrörelsen. Han gav ut tre novellsamlingar: al-Ard, ya Salma ("Vårt land, Salma", 1966), Shay’ ismuhu al-hanin ("Något som kallas kärlek", 1972) och ’Ammuna Salih ("Farbror Salih", 1978), samt två kortromaner: Yamutun ghuraba’ ("De dör som främlingar") och San’a’ ... madina maftuha ("San’a – öppen stad"). Hans samlade verk utkom postumt 1987. Översatt till engelska finns novellsamlingen They Die Strangers (2001). På svenska föreligger två noveller i tidskriften Karavan nummer 1/2012.